# Africepheia
Africepheia és un gènere d'aranyes araneomorfes de la família dels sinàfrids (Synaphridae). Fou descrit per primera vegada per J.A. Miller el 2007.
Segons el World Spider Catalog amb data de 13 de gener de 2019, només hi ha reconeguda una espècie, Africepheia madagascariensis. S'anomena així perquè és pròpia de Madagascar.